# روکسیترومایسین
روکسیترومایسین (به انگلیسی: Roxithromycin) نوعی آنتی‌بیوتیک ماکرولیدی نیمه صناعی است که برای درمان عفونت‌های تنفسی، عفونت‌های ادراری و عفونت‌های بافت نرم استفاده می‌شود.